# Вельддаальдер

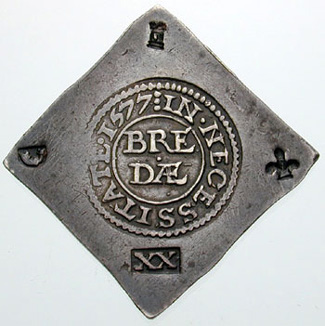
Облогові 20 стюверів Бреди, 1577

Вельддаальдер (нід. Velddaalder) — назва голландських грошей надзвичайних обставин та облогових монет. Найбільше типів випущено під час Вісімдесятирічної війни XVI—XVII століть за незалежність Нідерландів. Найчастіше вельддаальдери випускали у вигляді кліпів, шляхом таврування уламків посуду. Облогові гроші, також звані вельддальдерами, випускали до кінця XVIII століття під час різних воєн для забезпечення грошового обігу в обложених містах.